# اترستون
latitudeاترستونlongitudeاترستون
اترستون (به انگلیسی: Atherstone) یک شهرک در بریتانیا است که در انگلستان واقع شده‌است.

## خصوصیات
اترستون ۸٬۲۹۳ نفر جمعیت دارد.